# Nils Seufert
Nils Seufert (* 3. Februar 1997 in Mannheim) ist ein deutscher Fußballspieler.

## Karriere
Nils Seufert begann beim Mannheimer Stadtteilklub SC Käfertal mit dem Vereinsfußball. Später wechselte er zum SV Waldhof Mannheim und von dort 2011 zum 1. FC Kaiserslautern. Dort spielte er im Jugendbereich zuletzt in der Saison 2015/16 für die U19-Mannschaft in der A-Junioren-Bundesliga und wurde parallel dazu auch bereits in der zweiten Mannschaft des FCK in der Regionalliga Südwest eingesetzt. Im März 2016 wurde er mit einem Profivertrag ab der Saison 2016/17 ausgestattet und gehörte daraufhin ab Sommer 2016 auch dem Kader der Profimannschaft in der 2. Bundesliga an. Er kam in dieser Saison zu keinem Zweitligaeinsatz, etablierte sich aber als Stammspieler in der Regionalliga-Mannschaft.
Sein erstes Pflichtspiel für die Profimannschaft des FCK absolvierte Seufert am 25. Oktober 2017 im DFB-Pokalspiel gegen den VfB Stuttgart. Nachdem er dort eine gute Leistung geboten hatte, gab er im folgenden Ligaspiel am 12. Spieltag beim SSV Jahn Regensburg sein Zweitligadebüt und spielte bis zum Saisonende regelmäßig.
Nach dem Abstieg der Lauterer wechselte Seufert im Sommer 2018 ablösefrei zum Ligakonkurrenten Arminia Bielefeld, wo er einen Dreijahresvertrag unterschrieb. Mit der Arminia stieg er in der Saison 2019/20 in die Fußball-Bundesliga auf. In der folgenden Saison 2020/21 kam er in 13 Bundesliga-Spielen zum Einsatz und erreichte mit der Mannschaft den Klassenerhalt. Sein im Sommer 2021 auslaufender Vertrag wurde jedoch nicht verlängert.
Zur Saison 2021/22 nahm ihn daraufhin der Erstliga-Aufsteiger SpVgg Greuther Fürth für drei Jahre unter Vertrag. Nachdem Seufert in der Hinrunde jedoch nur vier Mal zum Einsatz kam, verlieh ihn der Verein in der Winterpause für den Rest der Spielzeit an den Zweitligisten SV Sandhausen. Nach Saisonende kehrte er im Sommer 2022 zur Spielvereinigung zurück, die in der Zwischenzeit ebenfalls in die zweite Liga abgestiegen war. Für Fürth kam er in der 2. Bundesliga allerdings ebenfalls nur viermal zum Zug.
Zur Saison 2023/24 wechselte Seufert dann zum österreichischen Zweitligisten SV Ried, bei dem er einen bis 2025 laufenden Vertrag erhielt. Für Ried absolvierte er 21 Partien in der 2. Liga. Im August 2024 wechselte er weiter nach Norwegen zum Drittligisten FK Jerv. Im Januar 2025 schloss er sich den Richmond Kickers aus der USL League One, der dritthöchsten Liga im Ligensystem der USA, an.